# Tortula semi-rubra
Tortula semi-rubra là một loài Rêu trong họ Pottiaceae. Loài này được (Müll. Hal.) Broth. miêu tả khoa học đầu tiên năm 1902.